# Малые Болгояры
Ма́лые Болгоя́ры (тат. Кече Болгаер) — село в Апастовском районе Республики Татарстан, административный центр Большеболгоярского сельского поселения.

## Этимология
Топоним произошёл от татарского слова «кече» (малый) и ойконима «Болгаер» (Болгояры).

## География
Село находится в верховье реки Большой Шакян, в 23 км к востоку от районного центра — посёлка городского типа Апастово. Высота над уровнем моря — 127 м.

### Климат
Климат в селе умеренно-континентальный, Dfb по классификации Кёппена. Средняя температура воздуха — 4,9 °C, среднегодовое количество осадков — 655 мм.

## История
В окрестностях села выявлен археологический памятник – Малоболгоярское селище (именьковская культура, булгарский памятник золотоордынского периода).
Село известно с периода Казанского ханства. В XVIII – первой половине XIX веков жители относились к категории государственных крестьян. Основные занятия жителей в этот период – земледелие и скотоводство.
В «Списке населенных мест по сведениям 1859 года», изданном в 1866 году, населённый пункт упомянут как казённая деревня Малые Болгояры 1-го стана Тетюшского уезда Казанской губернии. Располагалась при речке Шакияне, на Казанском торговом тракте, в 38 верстах от уездного города Тетюши и в 22 верстах от становой квартиры в казённом селе Новотроицкое (Сюкеево). В деревне в 52 дворах жили 596 человек (295 мужчин и 301 женщина). Была мечеть.
В начале XX века в селе действовали мечеть, 3 ветряные мельницы, крупообдирка, 3 мелочные лавки. В этот период земельный надел сельской общины составлял 943 десятины.
До 1920 года село входило в Никифоровскую волость Тетюшского уезда Казанской губернии. С 1920 года в составе Тетюшского, с 1927 года – Буинского кантонов ТАССР. С 10 августа 1930 года в Апастовском, с 1 февраля 1963 года в Тетюшском, с 4 марта 1964 года в Апастовском районах.
С 1930 года село входило в колхозы «Болгар», «Магариф», «Яна тормыш». С 1997 года – в сельскохозяйственный кооператив «Яна тормыш», с 2004 года – в сельскохозяйственное предприятие «Свияга».

## Население
| 1782 | 1859 | 1897 | 1908 | 1920 | 1926 | 1938 | 1949 | 1958 | 1970 | 1979 | 1989 | 2002 | 2010 | 2015 |
| ---- | ---- | ---- | ---- | ---- | ---- | ---- | ---- | ---- | ---- | ---- | ---- | ---- | ---- | ---- |
| 73   | 596  | 790  | 1020 | 948  | 732  | 727  | 580  | 493  | 509  | 472  | 377  | 337  | 310  | 295  |

Национальный состав села — татары.

## Экономика
Жители работают преимущественно в сельскохозяйственном предприятии «Свияга», занимаются полеводством, мясо-молочным скотоводством.

## Инфраструктура
В селе действуют начальная школа (с 1926 г.), детский сад, фельдшерско-акушерский пункт, дом культуры. В селе 5 улиц, общеобразовательная школа, филиал библиотеки, отделение связи. Через село проходит автобусный маршрут «Апастово — Малые Болгояры — Апастово».

## Религия
Мечеть (2003 год).